# These Boots Are Made for Walkin'
«These Boots Are Made for Walkin'» (en español: «Estas botas están hechas para caminar») es una canción clásica del pop de la década de 1960. Fue compuesta por Lee Hazlewood expresamente para la hija de Frank Sinatra, Nancy Sinatra. 
La canción supuso el mayor éxito de Nancy y entró en las listas el 22 de enero de 1966 alcanzando el número 1 en el Billboard Hot 100 de Estados Unidos y en la UK Singles Chart del Reino Unido.  
Ha sido versionada después por múltiples estrellas como Yuna Ito, Amanda Lear, Geri Halliwell , Jessica Simpson o la cantante chilena Gloria Benavides (traducida al español). La cantante Madonna admitió que Nancy Sinatra fue una de las estrellas que admiró en su niñez, y que solía bailar esta canción frente al espejo.

## Posicionamiento en listas
| Lista (1966)                          | Mejor posición |
| ------------------------------------- | -------------- |
| Alemania (Offizielle Deutsche Charts) | 1              |
| Argentina (CAPIF)                     | 1              |
| Australia (Kent Music Report)         | 1              |
| Austria (Ö3 Austria Top 40)           | 1              |
| Bélgica (Flandes) (Ultratop 50)       | 1              |
| Bélgica (Valonia) (Ultratop 50)       | 2              |
| Canadá (Canadian Singles Chart)       | 1              |
| Estados Unidos (Billboard Hot 100)    | 1              |
| Irlanda (IRMA)                        | 1              |
| Noruega (VG-lista)                    | 2              |
| Nueva Zelanda (RIANZ)                 | 1              |
| Países Bajos (Dutch Top 40)           | 1              |
| Reino Unido (UK Singles Chart)        | 1              |

## Versión de Megadeth
La banda de thrash metal californiano Megadeth, liderada por el cantante y guitarrista Dave Mustaine, realizó una versión que fue incluida en su primer álbum, Killing Is My Business... And Business Is Good!, en 1985, llamada simplemente "These Boots". 
Lo controvertido de esta versión fue que el propio Lee Hazlewood y Nancy Sinatra criticaron la versión calificándola como "vil y ofensiva" a lo que Dave Mustaine respondió "vil y ofensivo fue que cobraran los cheques que enviábamos por las ventas de discos durante 10 años antes de que digan algo acerca de esto".
En 1987, Megadeth volvió a grabar la canción como parte de la banda sonora de la película Dudes, de Penelope Spheeris, cambiando el título a "These Boots Are Made for Walkin'".

## Versión de Billy Ray Cyrus
En 1992, Billy Ray Cyrus hizo una versión de la canción y la incluyó en su álbum debut, Some Gave All (1992). Más tarde, la portada fue incluida en los recopilatorios De Nationale Voorjaars CD 1993, Alle 40 goed – Country y The Definitive Collection.

### Lista de canciones
CD-maxi
1. "These Boots Are Made for Walkin'" – 2:48
2. "Ain't No Good Goodbye" – 3:22
3. "Could've Been Me" (acoustic mix) – 3:45

### Posicionamiento en listas
| Lista (1992–1993)                  | Máxo,a posición |
| ---------------------------------- | --------------- |
| Bélgica (Flandes) (Ultratop 50)    | 32              |
| Nueva Zelanda (Recorded Music NZ)  | 42              |
| Países Bajos (Dutch Top 40)        | 27              |
| Países Bajos (Mega Single Top 100) | 27              |
| Reino Unido (UK Singles Chart)     | 63              |

## Versión de Geri Halliwell
En el año 2000, "These Boots Are Made for Walkin'" fue grabada por la ex-Spice Girls Geri Halliwell, como parte de la banda sonora de la película Rugrats en París.
También fue incluido como lado B del sencillo «Bag it Up», una canción pop-dance de su álbum debut solista Schizophonic, el cual llegó al puesto número uno en la lista UK Singles Chart del Reino Unido.

## Versión de Jessica Simpson
"These Boots Are Made for Walkin'" fue cantada por la actriz Jessica Simpson (quien le añadió su propia letra) y se incluyó en la banda sonora de la película Los Dukes de Hazzard (2005). La versión de Simpson fue coproducida por Jimmy Jam y Terry Lewis, y se publicó como primer sencillo de la citada banda sonora. Se convirtió en el quinto top 20 de Jessica Simpson en los Estados Unidos y su vídeo musical provocó cierta controversia debido a sus imágenes sexuales.

## En el cine
La canción ha sido incluida en la banda sonora de diversas películas:
- Full Metal Jacket (1987), de Stanley Kubrick.
- Austin Powers: International Man of Mystery (1997), de Jay Roach.
- The Mexican (2001), de Gore Verbinski.
- Kinky Boots (2005), de Julián Jarrold.
- Ocean's 8 (2018), de Gary Ross.
- Cruella (2021), de Craig Gillespie.